# 西拉葡萄

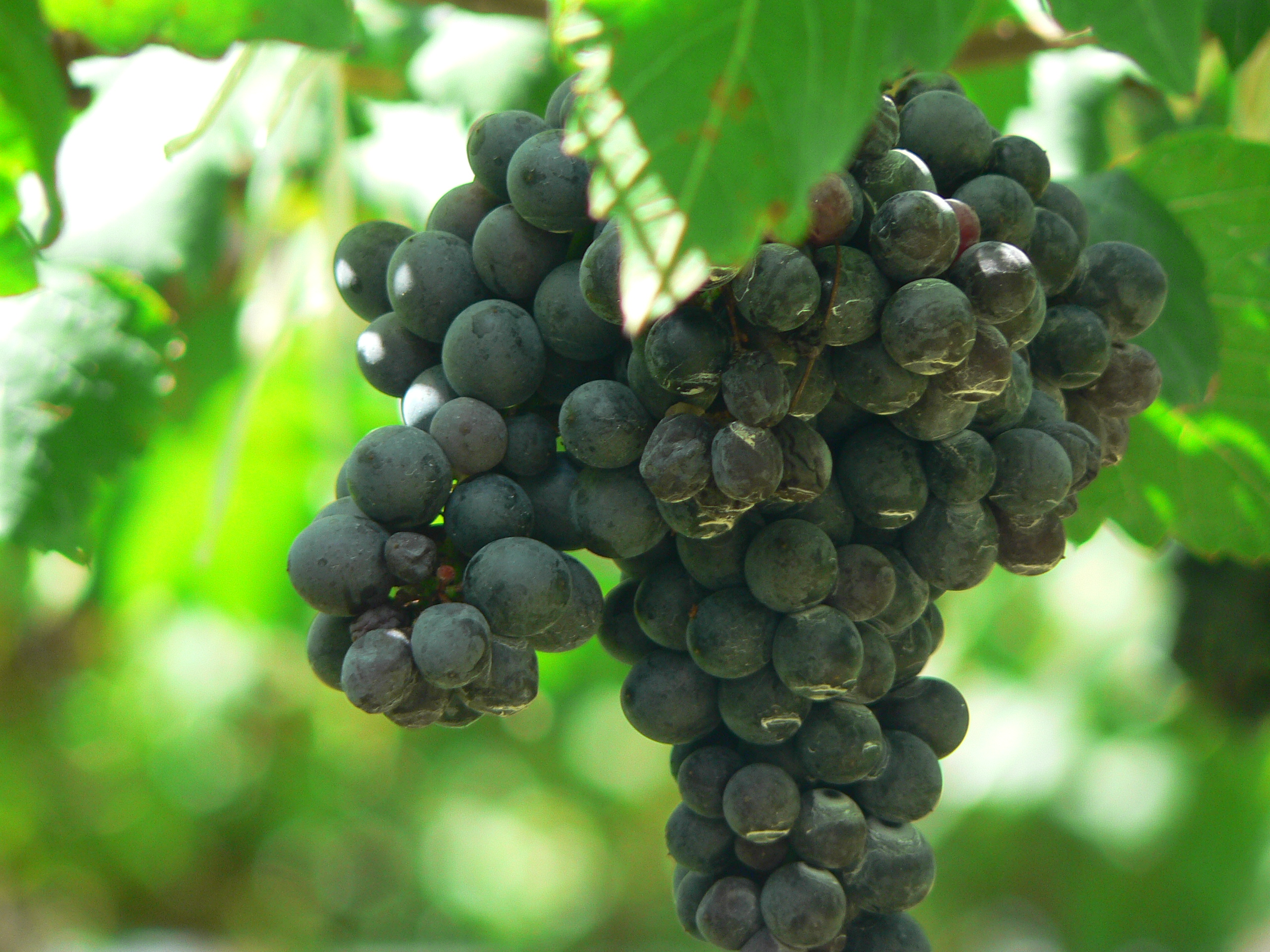
成串的西拉葡萄

西拉葡萄（英語：Shiraz、Syrah）简称西拉，也叫做西拉子、设拉子。是一個被廣泛種植的釀酒葡萄品种，欧亚种，其廣泛程度可能只有梅洛葡萄和赤霞珠能與其相比。其釀造的葡萄酒，風味與香氣跟氣候、土壤、熟成時間等因素有很大關係，但是通常具有紫羅蘭、黑莓、巧克力、咖啡以及黑胡椒氣息，陳釀後出現皮革、松露氣息。西拉葡萄風味濃郁，單寧較多，通常需要很好陳年後方可適飲。

## 历史－发展
关于这个品种的起源说法不一，从起读音上我们可以了解这个品种可能跟叙利亚、锡拉库扎、设拉子、锡罗斯岛等地名有关。又说伊朗的设拉子以其shirazi红酒聞名于世，之后希腊人将葡萄带回基克拉泽斯岛用于生产葡萄干，后来经过辗转传入法国隆河谷地区并广泛种植。当然这些都是传说具体的来源已经不可考证。
直到1998年通过DNA技术的验证我们才了解到了西拉的真正身世，它的亲本是mondeuse（一种白葡萄）和 dureza（一种黑色葡萄），这两个品种是法国阿尔代什省的古老品种，由此我们可知西拉应该是法国原产的品种而不是如传说中所说的从伊朗传入。
截至2002年共培育接近700种克隆系。

## 别名

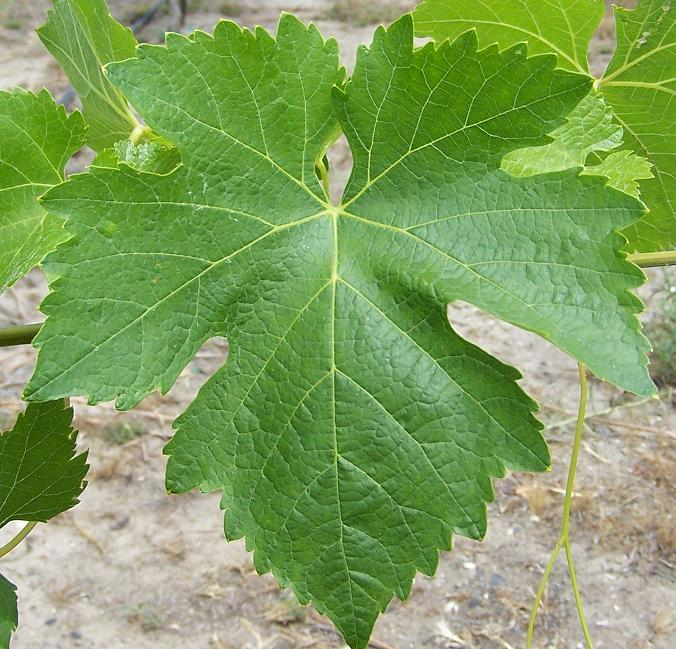
西拉的叶形

法国通常叫做syrah、antournerein、candive、hermitage等等。
澳大利亚叫做shiraz
中文译名有西拉、希拉、西拉子、设拉子等

## 种植
嫩叶绿色、成叶色深、5片叶、果穗中等、果实小且椭圆。
萌芽期容易受到冻害，需要配合砧木生长否则容易矮黄，短枝修剪。成熟快。
成熟后应注意防治灰霉病以及鸟。

## 酿造
西拉的色泽深、香气浓郁、酒度高、单宁柔和、酸度低。所以酿造工艺应以突出其特色为主，酵母的选择应以突出果香为主发酵温度不应过高，适宜28度以内。在法国隆河谷西拉很少入桶或使用旧桶、大桶以减少橡木对果香的影响。
西拉在澳大利亚通常作为单一品种上市，而在隆河谷最多可以有13个葡萄品种混合酿造教皇新堡葡萄酒。

## 香气
西拉最主要的特色就是浓郁的果香、并伴有甜甜的感觉，如覆盆子、蔓越莓、桑葚、紫罗兰、甜椒、薄荷等，陈年后出现的摩卡、皮革味道、松露。

## 世界各地
法国的隆河谷是西拉最著名的产区，北面种植面积大于南面，著名产区有cornas（只能使用西拉）、hermitage（可以混合marsanne和roussanne）、cote rotie（西拉比例必须占80%）。
澳大利亚是新世界中西拉最为著名的产区尤其是南澳，种植面积41115公顷，巴罗萨山谷、猎人谷、麦克拉伦山谷等都是其著名产区。